# Ali Kuschaib
Ali Kuschaib (auch Ali Muhammad Ali Abd-al-Rahman, Ali Kushayb oder Ali Mohamed Ali Abdelrahman) ist der Anführer der Dschandschawid-Milizen im Darfur-Konflikt in Sudan.
Seit dem 27. Februar 2007 wurde er wegen Kriegsverbrechen und Verbrechen gegen die Menschlichkeit im Darfur-Konflikt für den Zeitraum von August 2003 bis März 2004 vom Internationalen Strafgerichtshof in Den Haag (IStGH) gesucht. Er soll Befehle gegeben haben, die die Bevölkerung von Darfur als legitimes Ziel der Dschandschawid erklärt haben.
Ali Kushaib wurde am 9. Juni 2020 in der Zentralafrikanischen Republik festgenommen und an den IStGH überstellt, nachdem er sich laut IStGH-Informationen selbst gestellt hatte. Die Anklage wirft Ali Kushaib insgesamt 31 Verbrechen vor. Nachdem die Anklage im Vorverfahren in allen Punkten im Juli 2022 zugelassen worden, wurde der Beginn des Prozesses auf den 5. April 2022 terminiert. In diesem und den folgenden Terminen sagten insgesamt 56 Zeugen der Anklage aus. Die Verteidigung berief 18 Zeugen. Vom 11. bis 13. Dezember 2024 fanden die Schlussplädoyers statt. Hier trug die Verteidigung vor, der Angeklagte Abd-Al-Rahman sei nicht Ali Kushayb und werde als Sündenbock geopfert. Wann das Urteil der Kammer unter Vorsitz von Joanna Korner verkündet wird, ist noch offen.